# Berezanka, Nijîn
Berezanka (în ucraineană Березанка) este o comună în raionul Nijîn, regiunea Cernihiv, Ucraina, formată numai din satul de reședință. În secolul al XIX-lea, satul făcea parte din volostul Nijîn, uezdul Nijîn.

## Demografie
Componența lingvistică a comunei Berezanka
     Ucraineană (99,17%)
     Alte limbi (0,82%)
Conform recensământului din 2001, majoritatea populației comunei Berezanka era vorbitoare de ucraineană (99,17%), existând în minoritate și vorbitori de alte limbi.